# В 26-го не стрелять
«В 26-го не стрелять» — советский художественный фильм режиссёра Равиля Батырова, снятый по роману Эдуарда Арбенова и Льва Николаева — «Феникс», на киностудии «Узбекфильм» в 1966 году. Премьера фильма состоялась 2 июня 1967 года.
Один из наиболее популярных советских фильмов 1960-х годов о разведчиках. Лидер советского проката 1967 года: 32 миллиона 900 тысяч зрителей.

## Сюжет
1943 год, Берлин. Советский разведчик выдаёт себя за Саида Исламбека, племянника недавно умершего лидера Туркестанской эмиграции М. Шокая. Пользуясь ведомственными разногласиями, ему удается стать инструктором секретной разведшколы и сообщить советскому командованию о сроках и месте высадки диверсионных групп. С помощью своей добровольной помощницы Надии Исламбек становится обладателем секретных документов о готовящейся крупной операции. Разведка противника подозревает наличие агента среди перебежчиков. Надия (опасаясь преследования) кончает с собой, выбросившись из окна. Чтобы пустить врага по ложному следу, Саид Исламбек вынужден пойти на саморазоблачение, что в итоге стоило ему жизни.

## В ролях
- Туган Реджиметов — Саид Исламбек
- Светлана Норбаева — Надия
- Александр Попов — Олишер
- Каарел Карм — Дитрих
- Игорь Класс — Брехт
- Ада Лундвер — Рут
- Джавлон Хамраев — Анвар
- Харий Лиепиньш — Берг
- Улдис Думпис — резидент
- Стяпонас Космаускас — Гундт, начальник диверсионной школы
- Имантс Кренберг
- Валентинс Скулме — гестаповец на допросе
- А. Акабиров — президент Туркестанского комитета

## Съёмочная группа
- Авторы сценария: Эдуард Арбенов, Лев Николаев, Равиль Батыров
- Режиссёр-постановщик — Равиль Батыров
- Оператор — Трайко Эфтимовский
- Композитор — Румиль Вильданов
- Художник — Вадим Добрин

## Рецензии
- Журнал «Спутник кинозрителя», июнь 1967 года. Автор Татьяна Васильевна Иванова[5].

## Съёмки фильма
Эпизоды фильма снимались в Риге и городе Черняховске в Калининградской области.

## Премии
Режиссёр Равиль Батыров за фильм «В 26-го не стрелять» и актёр Туган Реджиметов за роль Саида Исламбека в 1967 году стали лауреатами премии Ленинского комсомола Узбекистана.